# Chlewiska (gmina)
Chlewiska – gmina wiejska w województwie mazowieckim, w powiecie szydłowieckim. W latach 1975–1998 gmina położona była w województwie radomskim.
Siedziba gminy to Chlewiska.
Według danych z 30 czerwca 2004 gminę zamieszkiwały 6244 osoby. Natomiast według danych z 31 grudnia 2019 roku gminę zamieszkiwało 5911 osób.

## Struktura powierzchni
Według danych z roku 2002 gmina Chlewiska ma obszar 124,2 km², w tym:
- użytki rolne: 47%
- użytki leśne: 45%

Gmina stanowi 26,48% powierzchni powiatu.

## Demografia

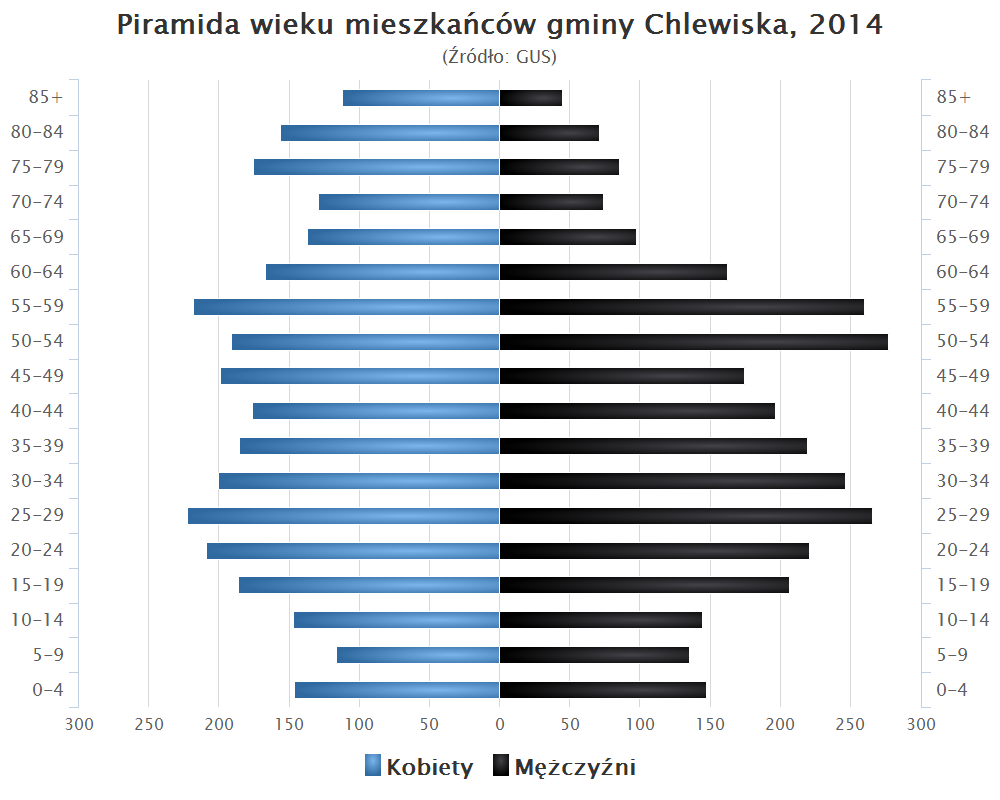
Piramida wieku mieszkańców gminy Chlewiska w 2014 roku

Dane z 30 czerwca 2004:
| Opis                              | Ogółem | Ogółem | Kobiety | Kobiety | Mężczyźni | Mężczyźni |
| --------------------------------- | ------ | ------ | ------- | ------- | --------- | --------- |
| jednostka                         | osób   | %      | osób    | %       | osób      | %         |
| populacja                         | 6244   | 100    | 3218    | 51,5    | 3026      | 48,5      |
| gęstość zaludnienia (mieszk./km²) | 50,3   | 50,3   | 25,9    | 25,9    | 24,4      | 24,4      |

## Administracja
| Wójtowie | Wójtowie         | Wójtowie                                                     | Wójtowie       | Wójtowie                          | Wójtowie              | Wójtowie    |
| #        | Wójt             | Wójt                                                         | Wójt           | Podwójci                          | Podwójci              | Podwójci    |
| #        | Okres            | Imiona i nazwisko                                            | Miejscowość    | Okres                             | Imiona i nazwisko     | Miejscowość |
| -------- | ---------------- | ------------------------------------------------------------ | -------------- | --------------------------------- | --------------------- | ----------- |
| 1.       | 1918 – 1927      | Piotr Baran                                                  |                | 1918 –                            | Stanisław Sokołowski  | Chlewiska   |
| 2.       | 1927 – luty 1933 | Jan Michalski PPS                                            |                |                                   | Józef Świercz PPS     | Rzuców      |
| 2.       | 1927 – luty 1933 | Jan Michalski PPS                                            | po 1927 – 1934 | Szczepan Janicki (1861–1935) BBWR | Cukrówka także sołtys |             |
| 3.       | luty 1933 – 1939 | Henryk Wojcieszek BBWR                                       | po 1927 – 1934 | Szczepan Janicki (1861–1935) BBWR | Cukrówka także sołtys | Chlewiska   |
| 3.       | luty 1933 – 1939 | Henryk Wojcieszek BBWR                                       | 1934 – 1938    | Adam Szczerek (1865–1938)         | Chlewiska             | Chlewiska   |
| 3.       | luty 1933 – 1939 | Henryk Wojcieszek BBWR                                       | 1938–          |                                   |                       | Chlewiska   |
|          |                  |                                                              |                |                                   |                       |             |
| 4.       | 1990 – 1998      | Jan Czubak (ur. 1945)                                        | Chlewiska      |                                   |                       |             |
| 5.       | 1998 – 2006      | Zdzisław Tadeusz Bąk (ur. 1960) PO                           | Zaława         |                                   |                       |             |
| 6.       | 2006 – 2014      | Krzysztof Adamczyk (ur. 1950) PSL                            | Chlewiska      |                                   |                       |             |
| 7.       | 2014 - 2024      | Waldemar Tomasz Sowiński (ur. 1957) KWW „Solidarny Samorząd” | Chlewiska      |                                   |                       |             |
| 8.       | od 2024          | Albert Roman Kijak (ur. 1975) KWW "Wspólnie dla Regionu"     | Chlewiska      |                                   |                       |             |

## Sołectwa
Aleksandrów, Antoniów, Borki, Broniów, Budki, Chlewiska, Cukrówka, Huta, Koszorów, Krawara, Leszczyny, Majdanki, Nadolna, Ostałów, Ostałówek, Pawłów, Skłoby, Stanisławów, Stefanków, Sulistrowice, Wola Zagrodnia, Zaława, Zawonia

## Sąsiednie gminy
Bliżyn, Borkowice, Przysucha, Stąporków, Szydłowiec, Wieniawa